# Тевдорадзе, Давид Валерианович
Давид Валерианович Тевдорадзе (1912, село Дими, Кутаисский уезд, Кутаисская губерния, Российская империя — неизвестно, село Дими, Маяковский район, Грузинская ССР) — звеньевой колхоза имени Калинина Маяковского района, Грузинская ССР. Герой Социалистического Труда (1949).

## Биография
Родился в 1912 году в крестьянской семье в селе Дими Кутаисского уезда. После окончания местной сельской школы трудился в сельском хозяйстве. Во время коллективизации вступил в колхоз имени Калинина Багдатского района (с 1940 года — Маяковский район), где трудился на виноградниках до призыва в Красную Армию по мобилизации. Участвовал в Великой Отечественной войне. После демобилизации возвратился в Грузию и продолжил трудиться в колхозе имени Калинина Маяковского района. В послевоенные годы — звеньевой виноградарей в этом же колхозе.
В 1948 году звено под его руководством собрало в среднем с каждого гектара по 101,5 центнера винограда с площади 3 гектара. Указом Президиума Верховного Совета СССР от 9 августа 1949 года удостоен звания Героя Социалистического Труда за «получение высоких урожаев винограда в 1948 году» с вручением ордена Ленина и золотой медали «Серп и Молот» (№ 4327).
Этим же указом званием Героя Социалистического Труда были награждены бригадир Георгий Лукич Пулариани и звеньевые Аркадий Михайлович Грдзелидзе, Иосиф Мефодиевич Пулариани, Александр Григорьевич Мушкудиани и Давид Иванович Чрелашвили.
За выдающиеся трудовые достижения в 1949 году награждён вторым Орденом Ленина.
После выхода на пенсию проживал в родном селе Дими Маяковского района. С 1968 года — персональный пенсионер союзного значения. Дата смерти не установлена (после марта 1985 года).
Награды
- Герой Социалистического Труда
- Орден Ленина — дважды (1949; 05.09.1950)
- Орден Отечественной войны 1-й степени (11.03.1985)